# Alta Ruta Pirinenca
L'Alta Ruta Pirinenca o ARP (en francès Haute Randonnée Pyrénéenne o HRP) és un itinerari d'alta muntanya que travessa els Pirineus, d'Hendaia, a l'Atlàntic, fins a Portbou a la Mediterrània. Discorre per mitjana i alta muntanya i evita les pistes i l'asfaltat. A diferència dels senders de gran recorregut GR 10 (francès) i el GR 11 (espanyol i andorrà), que no travessen la frontera, l'ARP segueix molt més la carena la carena pirinenca i alterna entre els dos vessants quan convé pel relleu o pels equipaments, tot i que la major part del recorregut és en territori francès. No està senyalitzat excepte en llocs difícils o perdedors, però se'n publiquen guies des que Georges Véron en va fer la primera el 1974.

Mapa amb el pas de l'ARP per Andorra